# Valff
Valff – miejscowość i gmina we Francji, w regionie Grand Est, w departamencie Dolny Ren.
Według danych na rok 1990 gminę zamieszkiwały 1234 osoby, a gęstość zaludnienia wynosiła 113 osób/km² (wśród 903 gmin Alzacji Valff plasuje się na 222. miejscu pod względem liczby ludności, natomiast pod względem powierzchni na miejscu 223.).